# Margareta Simu
Margareta Simu (Västerås, 2 maggio 1953) è un'ex marciatrice svedese.
Partecipò a tre edizioni dei mondiali a squadre di marcia, vincendo quelli del 1975 e ottenendo un terzo posto nel 1977. Viene considerata tra le migliori marciatrici della sua epoca, al pari della connazionale Siv Gustavsson e di Thorill Gylder.

## Carriera
Simu ha vinto tre medaglie ai Nordic Race Walking Championships, di cui il miglior risultato è l'oro conquistato nel 1975, mentre fu due volte campionessa dei Nordic Indoor Race Walking Championships, raggiungendo il gradino più alto del podio sulla distanza dei 3000 metri sia nel 1974 che nel 1978, oltre che un bronzo dietro Siv Gustavsson e Elisabeth Olsson nel 1976. È stata anche campionessa nazionale nella marcia per sette volte, sulle distanze comprese tra i 3000 metri e i 10 chilometri.

### Record
Simu infranse più volte record mondiali nella marcia, come il record mondiale di marcia su 10 km nel 1972 con 51'01", migliorando così il tempo di Stina Lindberg che rimaneva imbattuto da 30 anni. Riuscì a migliorarsi con 49'04" nel 1976 ed ancora fino a 48'53" nel 1978. La marciatrice norvegese Thorill Gylder strappò il primato quello stesso anno, facendo registrare un tempo di 48'40". Anche il tempo di 1h47'10" messo a referto nel 1973 da Simu divenne record mondiale della marcia 20 chilometri, titolo mantenuto per circa quattro anni. Simu batté anche il record mondiale indoor sui 3000 metri in ben quattro occasioni, tra il 1974 e il 1978.

## Palmarès

### Competizioni internazionali
| Anno | Manifestazione                  | Sede              | Evento | Risultato | Prestazione |
| ---- | ------------------------------- | ----------------- | ------ | --------- | ----------- |
| 1975 | Coppa del mondo (non ufficiale) | Le Grand-Quevilly | 5 km   | Oro       | 23'40       |
| 1977 | Coppa del mondo (non ufficiale) | Milton Keynes     | 5 km   | Bronzo    | 24'12"      |
| 1979 | Coppa del mondo                 | Eschborn          | 5 km   | 8ª        | 23'48"      |

### Titoli nazionali
- 2 volte campionessa nazionale svedese nei 3000 metri marcia (1971, 1975)
- 3 volte campionessa nazionale svedese nei 5000 metri marcia (1974, 1975, 1976)
- 2 volte campionessa nazionale svedese nei 10 km marcia (1974, 1975)[4]

1971
- Oro ai campionati svedesi (Sollentuna), 3000 metri marcia - 14'49"8

1974
- Oro ai campionati svedesi (Helsingborg), 5000 metri marcia - 24'18"
- Oro ai campionati svedesi (Helsingborg), 10 km marcia - 52'21"8

1975
- Oro ai campionati svedesi (Karlstad), 3000 metri marcia - 14'22"2
- Oro ai campionati svedesi (Karlstad), 5000 metri marcia - 24'10"4
- Oro ai campionati svedesi (Karlstad), 10 km marcia - 52'53"

1976
- Oro ai campionati svedesi (Göteborg), 5000 metri marcia - 24'14"2